# Grammy Award para Melhor Performance de Rock por um Duo ou Grupo com Vocal
Prêmio Grammy de Melhor Performance de Rock por Dupla ou Grupo (do inglês: Grammy Awards of Best Rock Performance by a Duo or Grupo with Vocal) foi um prêmio concedido pelo Grammy Awards, uma cerimônia que foi criada em 1958, para artistas que gravam obras (canções ou álbuns) de qualidade no gênero rock. Há honras apresentados em várias categorias na cerimônia anual pela National Academy of Recording Arts and Sciences dos Estados Unidos de "honrar as realizações artísticas, a proficiência técnica e a excelência global na indústria fonográfica, sem levar em conta as vendas de álbuns ou posição nas paradas".
U2 mantém o recorde de maior número de prêmios ganhos, com um total de sete, seguido por Aerosmith, que venceu quatro vezes.

## Vencedores
| Ano  | Artista                            | Nacionalidade  | Trabalho                                  | Indicado | Ref. |
| ---- | ---------------------------------- | -------------- | ----------------------------------------- | --- | ---- |
| 1980 | Eagles                             |                | "Heartache Tonight"                       | |      |
| 1981 | Bob Seger e the Silver Bullet Band |                | Against the Wind                          | |      |
| 1982 | The Police                         |                | "Don't Stand So Close to Me"              | |      |
| 1983 | Survivor                           |                | "Eye of the Tiger"                        | |      |
| 1984 | The Police                         |                | Synchronicity                             | |      |
| 1985 | Prince e the Revolution            |                | Purple Rain                               | |      |
| 1986 | Dire Straits                       | Reino Unido    | "Money for Nothing"                       | |      |
| 1987 | Eurythmics                         | Reino Unido    | "Missionary Man"                          | |      |
| 1988 | U2                                 | Irlanda        | The Joshua Tree                           | |      |
| 1989 | U2                                 | Irlanda        | "Desire"                                  | |      |
| 1990 | Traveling Wilburys                 |                | Traveling Wilburys Vol. 1                 | |      |
| 1991 | Aerosmith                          |                | "Janie's Got a Gun"                       | |      |
| 1992 | Bonnie Raitt e Delbert McClinton   |                | "Good Man, Good Woman"                    | |      |
| 1993 | U2                                 | Irlanda        | Achtung Baby                              | |      |
| 1994 | Aerosmith                          |                | "Livin' on the Edge"                      | |      |
| 1995 | Aerosmith                          |                | "Crazy"                                   | |      |
| 1996 | Blues Traveler                     | Estados Unidos | "Run-Around"                              | |      |
| 1997 | Dave Matthews Band                 |                | "So Much to Say"                          | |      |
| 1998 | The Wallflowers                    |                | "One Headlight"                           | |      |
| 1999 | Aerosmith                          |                | "Pink"                                    | |      |
| 2000 | Everlast e Santana                 |                | "Put Your Lights On"                      | - Red Hot Chili Peppers – "Scar Tissue"                                                                                                  |      |
| 2001 | U2                                 | Irlanda        | "Beautiful Day"                           | - Red Hot Chili Peppers – "Californication"                                                                                              |      |
| 2002 | U2                                 | Irlanda        | "Elevation"                               | - Train – "Drops of Jupiter" |      |
| 2003 | Coldplay                           | Reino Unido    | "In My Place"                             | - U2 – "Walk On" |      |
| 2004 | Bruce Springsteen e Warren Zevon   |                | "Disorder in the House"                   | - Train – "Calling All Angels" |      |
| 2005 | U2                                 | Irlanda        | "Vertigo"                                 | - The Killers – "Somebody Told Me" |      |
| 2006 | U2                                 | Irlanda        | "Sometimes You Can't Make It on Your Own" | - The Killers – "All These Things That I've Done"                                                                                        |      |
| 2007 | Red Hot Chili Peppers              |                | "Dani California"                         | - U2 e Green Day – "The Saints Are Coming"                                                                                               |      |
| 2008 | The White Stripes                  |                | "Icky Thump"                              | - U2 – "Instant Karma!" |      |
| 2009 | Kings of Leon                      |                | "Sex on Fire"                             | - The Eagles – "Long Road Out of Eden"                                                                                                   |      |
| 2010 | Kings of Leon                      |                | "Use Somebody"                            | - U2 – "I'll Go Crazy If I Don't Go Crazy Tonight"                                                                                       |      |
| 2011 | The Black Keys                     | Estados Unidos | "Tighten Up"                              | - "Ready to Start" – Arcade Fire - "I Put a Spell on You" – Jeff Beck & Joss Stone - "Radioactive" – Kings of Leon - "Resistance" – Muse |      |

## Ligações Externas
- «Página oficial» (em inglês)